# 쿰카프

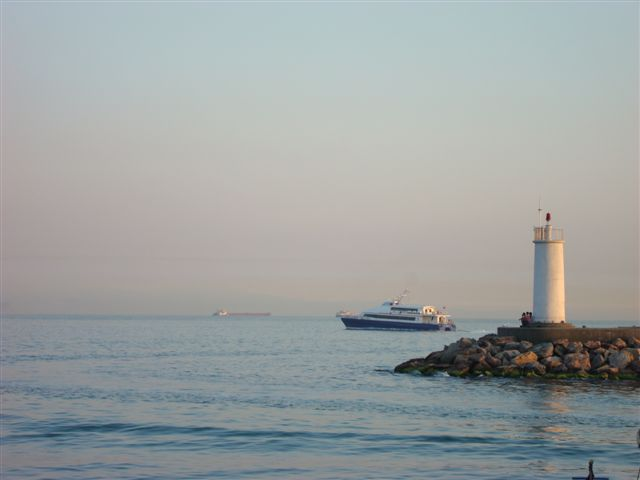
쿰카푸에서 본 마르마라해.

쿰카푸(튀르키예어: Kumkapı))는 이스탄불 파티흐의 4분의 1정도를 차지하는 지구이다. 남쪽으로는 마르마라해의 해안과 접해있다. 도시의 이름은 '모래문'이라는 뜻이다. 근래에 이르기까지 쿰카푸는 튀르키예 내 아르메니아인 공통체의 중심지로써 학교와 여러 교회가 있었다. 콘스탄티노폴리스의 아르메니아 총대주교청이 있는 곳이기도 하다. 어업이 발달되어있다.

## 식당
이 지역에서 식당 노동자들간 분쟁이 있었다.

## 같이 보기
- 쿰카푸 시위